# Bassem Srarfi
Bassem Srarfi (arab. بسام الصرارفي; ur. 25 czerwca 1997 w Tunisie) – tunezyjski piłkarz grający w belgijskim zespole SV Zulte Waregem. Na boisku głównie występuje na pozycji prawego napastnika.